# Логорея
Логорея (дав.-гр. λόγος — «слово», ῥέω — «течу»; перен.: марнослів'я, балаканина, «словесний салат», «словесна діарея», «словесний пронос») також поліфразія, мовне нетримання — симптом комунікативного розладу, який спричиняє надмірне мовне збудження, мовленева нестримність, багатослівність та повторюваність, що може призвести до мовної безладності.
Логорею іноді класифікують як психічний розлад, хоча частіше її класифікують як симптом психічного захворювання або травми головного мозку. Цей недуг часто називають симптомом рецептивної афазії, коли пошкодження центру обробки мови в мозку створює труднощі з егоцентричним мовленням.

## Характеристики
Логорея характеризується майже безперервним та надмірно швидким потоком мовлення (надмірне бажання говорити). Мовлення саме по собі може бути зв'язним та логічним. Прискорене мовлення не обов'язкове. Спілкування з хворим утруднене. Пацієнт або не може розпізнати, коли його перебивають, або просто ігнорує це. Ознаками логореї є також відсутність пауз, неможливість перебити мовця, велика кількість неологізмів.
Розрізняють незв'язну та зв'язну логорею. При незв'язній формі потік мовлення позбавлений сенсу та незрозумілий для навколишніх.
Логорея є типовим станом при маніакальних, параноїдних та шизофренічних захворюваннях, а також при тривожних неврозах. Вона також може бути симптомом неврологічного розладу. Наприклад, органічне пошкодження орбітофронтальної кори пояснюється станом загальної розгальмованості.

## Причини логореї
- Сенсорна (акустико-мнестична) афазія[10] — підвищена мовна активність, але мова незрозуміла[11]. Мовленнєва продукція справляє враження позбавленого сенсу потоку слів, незв'язаних між собою речень. При цьому характерні вербальні парафазії за відсутності літеральних парафазій. Така багатомовність пояснюється порушенням слухової уваги та слухового контролю. Слова втрачають своє константне значення, починаються вербальні та літеральні парафазії. Хворий не розуміє сенсу мови: ні своєї, ні оточуючих. Процес мовленнєвого спілкування в цілому стає недоступним[12][13].

- Сенсорна алалія — підвищена мовна активність, проте мова нескладна, складається з набору вигуків, частин слів, звукосполучень. Поряд з логореєю спостерігаються численні ехолалії, персеверації, парафазії, контамінації. Спотворюється звуко-складова структура слова. Значення слова нестійке, як і форма. Мова безглузда і незрозуміла оточуючим. Вербальна продукція доповнюється мімічними та артикуляційними рухами. Критика до своєї мови відсутня[3][10].

- Психоневрологічні розлади:

1. Шизофренія[7] — ведення безглуздого монологу, найчастіше з маячним змістом. У важких випадках шизофазія може переходити до логореї. Мова стає нескладною, складається з порожнього набору слів та уривків фраз, рясніє неологізмами. Відзначається синтаксична спрощеність, порушення граматики, часта та необґрунтована зміна теми розмови.
2. Біполярний афективний розлад — підвищена мовна активність, відзначається у хворих із маніакальним психозом. Типові симптоми: прискорений темп мовлення, гучність голосу, «стрибки думок», плутаність та безладність. Для оточуючих мова пацієнтів стає малозрозумілою.
3. Старечі деменції — логорея зустрічається у початковій фазі сенільної деменції. Мова хворих жвава, інтонована, з виразними жестами та мімікою. Однак через збіднення словникового запасу спонтанна мова стає інкогерентною, з великою кількістю стереотипів, вербальних парафазій. Хворий швидко втрачає канву розмови, перемикається з однієї теми на иншу.
4. Лобний синдром — підвищена мовна продукція спостерігається у пацієнтів з розгальмованим типом синдрому.

- Черепно-мозкові травми — логорея пов'язана з черепно-мозковими травмами лобової частки, а також з ураженнями таламуса та висхідної ретикулярної гальмівної системи.
- Інші причини — логорея також може виникати у осіб, які тривалий час перебувають в ізоляції (РДУГ), також при надмірному вживанні алкоголю, кофеїну або наркотичних препаратів.

## Лікування
Спеціального лікування логореї немає. Мовні та інші патологічні симптоми зменшуються або зникають при терапії причинного захворювання. В одних випадках необхідна фармакотерапія, в інших — логопедична та нейропсихологічна корекція.